# Кормовые дрожжи
Кормовые дрожжи — специальная биомасса дрожжей на основе субстратов растительного (отходы целлюлозно-бумажного и крахмало-паточного производства) и нерастительного сырья (нефтяные фракции), выращиваемая на корм сельскохозяйственным животным, пушным зверям, птицам и рыбам. Кормовые дрожжи используют при производстве комбикормов, а также в качестве биодобавки в кормовые рационы.

## Преимущества
В 100 единицах сбалансированного корма содержится в среднем 8,5 кг белка, 60 кг углеводов и 5 кг жира. Прирост биомассы скота и птицы (в кг) при скармливании этого корма и потери в %:
|            | Белки  | Углеводы | Жиры     |
| Мясо скота | 1 (88) | 0,5 (99) | 1 (80)   |
| Мясо птицы | 1 (88) | 0 (100)  | 1,2 (76) |
| Яйца       | 3 (65) | 0 (100)  | 1,2 (76) |
| Молоко     | 3 (65) | 4 (93)   | 3,2 (36) |

Таким образом, на мясе теряется до 80 % жиров, до 90 % белка и почти 100 % углеводов, на яйцах и молоке — меньше.
Скорость промышленного производства дрожжевого белка до 2500 раз быстрее. Так, пасущийся телёнок весом 500 кг за сутки синтезирует 0,5 кг белка, а дрожжи той же массы на отходах переработки нерастительного сырья, неорганическом азоте, необходимых им солях и должной аэрации размножаются до 2500 кг, давая 1250 кг белка-концентрата. А при идеальном питательном субстрате (более дорогом) те же дрожжи теоретически способны вырасти до 500 тонн.

## Разновидности
В зависимости от вида культивируемых организмов и среды выращивания кормовые дрожжи подразделяют на следующие разновидности:
- Гидролизные — для культивирования дрожжевых грибков применяются гидролизаты отходов: древесных (опилки, стружка, щепа) и сельскохозяйственных (солома, мякина, лузга подсолнечника, кочерыжка кукурузы). Также могут применяться отходы целлюлозно-бумажного производства. Гидролиз осуществляется при высокой температуре и в присутствии кислот, при этом клетчатка отходов переходит в углеводы, которые используются как питательная среда.
- Классические кормовые дрожжи — получают путём выращивания дрожжевых грибов на барде, получаемой как отход в спиртовом производстве.
- БВК (белково-витаминный концентрат) — продукт культивирования дрожжевых клеток на отходах переработки различного нерастительного сырья — нефтяных парафинах (паприн), низших органических спиртах — метаноле (меприн), этаноле (эприн), а также природном газе (гаприн).

## Производство
В 1966 предприятия микробиологического синтеза, находившиеся в ведении различных министерств и ведомств, были выделены в самостоятельную новую отрасль и при Совете министров СССР было организовано Главное управление микробиологической промышленности (Главмикробиопром). В его подчинение был передан Всесоюзный научно-исследовательский институт биосинтеза белковых веществ (ВНИИСинтезбелок).
В СССР в 1968 году на Ново-Уфимском нефтеперерабатывающем заводе был создан первый в Европе опытно-промышленный цех по производству белково-витаминных концентратов (БВК) на основе очищенных парафинов нефти мощностью 12 000 тонн в год. Первые крупные заводы по производству белка на основе н-парафинов, паприна, мощностью 70 000 т. в год, были пущены в г. Кстове Нижегородской области в 1973 году и в г. Кириши Ленинградской области в 1974 году, в п. Светлый Яр Волгоградской области в 1974 году. К 1980 году, с целью восполнения нехватки белкового питания, в СССР планировалось выпускать 900 000 тонн кормовых и пищевых дрожжей в год, таким образом к 1985 году СССР был лидером по производству белка одноклеточных, производя 2/3 от общемировых объёмов.
Однако в 1990-е гг., в связи с возникшими гигиеническими и экологическими проблемами производства и применения микробного белка, а также с экономическим кризисом, производство резко сократилось. Накопившиеся данные свидетельствовали о проявлении ряда отрицательных эффектов применения паприна в откорме птицы и животных. По экологическим и гигиеническим причинам снизился и интерес к данной отрасли и во всём мире. Сейчас их применяют как кормовые добавки, например.